# Ansgar Denner
Ansgar Denner (* 1960 in Weichtungen) ist ein deutscher Physiker auf dem Gebiet der Theoretischen Physik.

## Leben
Denner studierte am physikalischen Institut der Universität Würzburg (1979–1984) und promovierte 1986. Die Habilitation erfolgte 1991. Danach war er zu Forschungen in Stanford und an einer Universität in Austin. 1989/1990 arbeitete er auch am Institut für Physik und Astrophysik des Max-Planck-Institutes in München. 1991 vertrat er kurzfristig eine Professur an der Universität Karlsruhe. Von 1991 bis 1993 arbeitete er am CERN in Genf. 1994/1995 kurzfristige Professurvertretung an der Universität Leipzig. Er bekam verschiedene Stipendien (Studienstiftung des deutschen Volkes, Förderung des wissenschaftlichen Nachwuchses, Heisenberg). Von 1996 bis 2010 arbeitete er im Labor für Teilchen-Physik am Paul Scherrer Institut (PSI) in Villigen/Schweiz. Seit 2010 ist er Inhaber des Lehrstuhls Theoretische Physik II (theoretische Teilchenphysik) an der Universität Würzburg. Er berechnete die theoretischen Häufigkeiten der sog. Higgs-Bosonen für die Experimente am Large Hadron Collider (LHC).

## Werke
- mit Peter Becher, Manfred Böhm, Hans Joos: Eichtheorien der starken und elektroschwachen Wechselwirkung. Teubner Studienbücher, 1981; englisch 3. Auflage mit Ansgar Denner: Gauge theory of the strong and electroweak interactions. Vieweg 2001, ISBN 3-519-23045-3